# Piattaforma di lavoro aerea
Una piattaforma di lavoro aerea è una macchina che permette il sollevamento e lo stazionamento in quota di uno o più operatori, evitando il montaggio di ponteggi o trabattelli. Queste attrezzature sono generalmente usate nel settore edile e impiantistico e negli ultimi anni hanno avuto un'enorme diffusione con il crearsi in tutto il territorio italiano di numerose aziende noleggiatrici. 

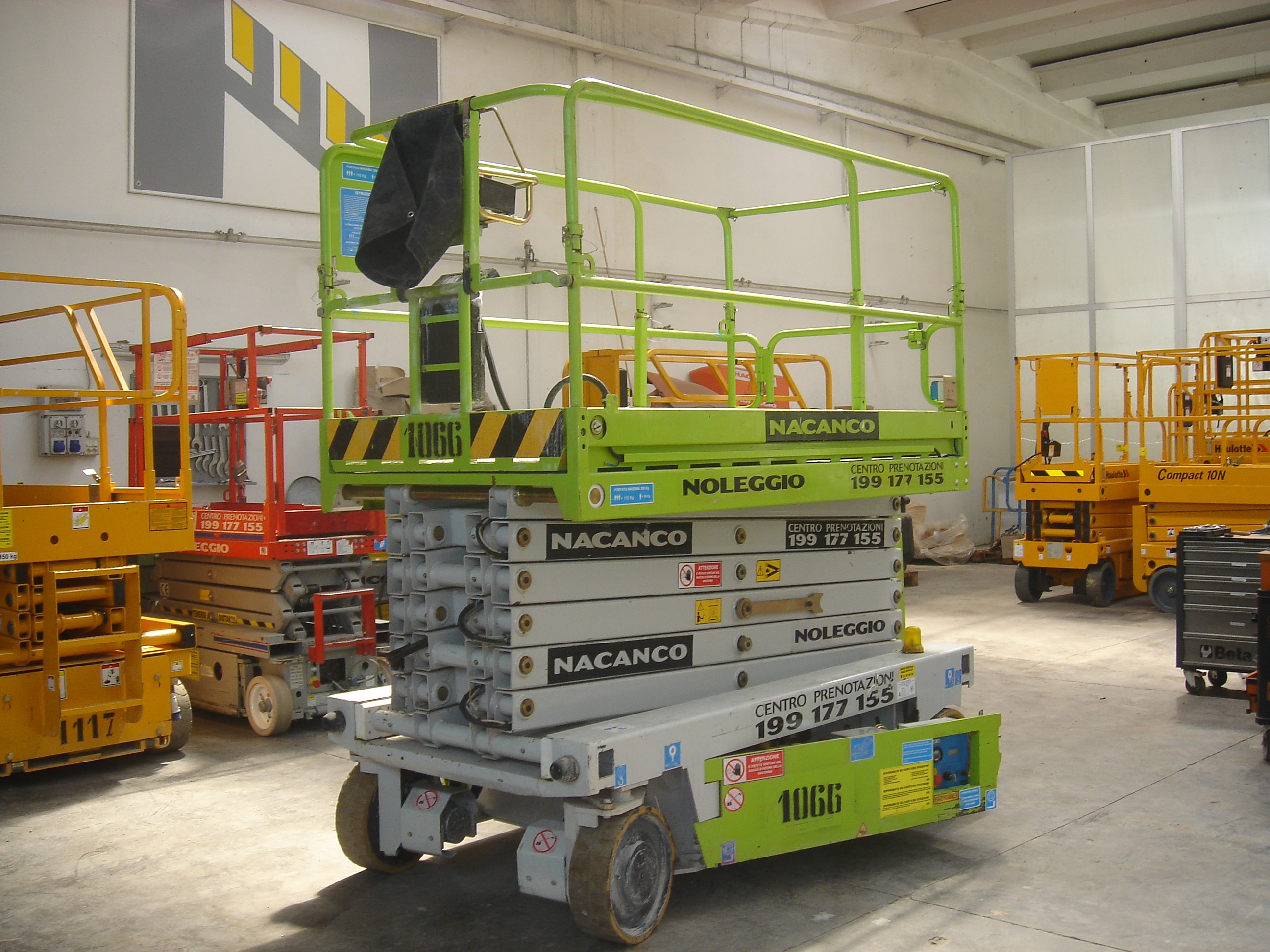
Piattaforma di lavoro aerea verticale

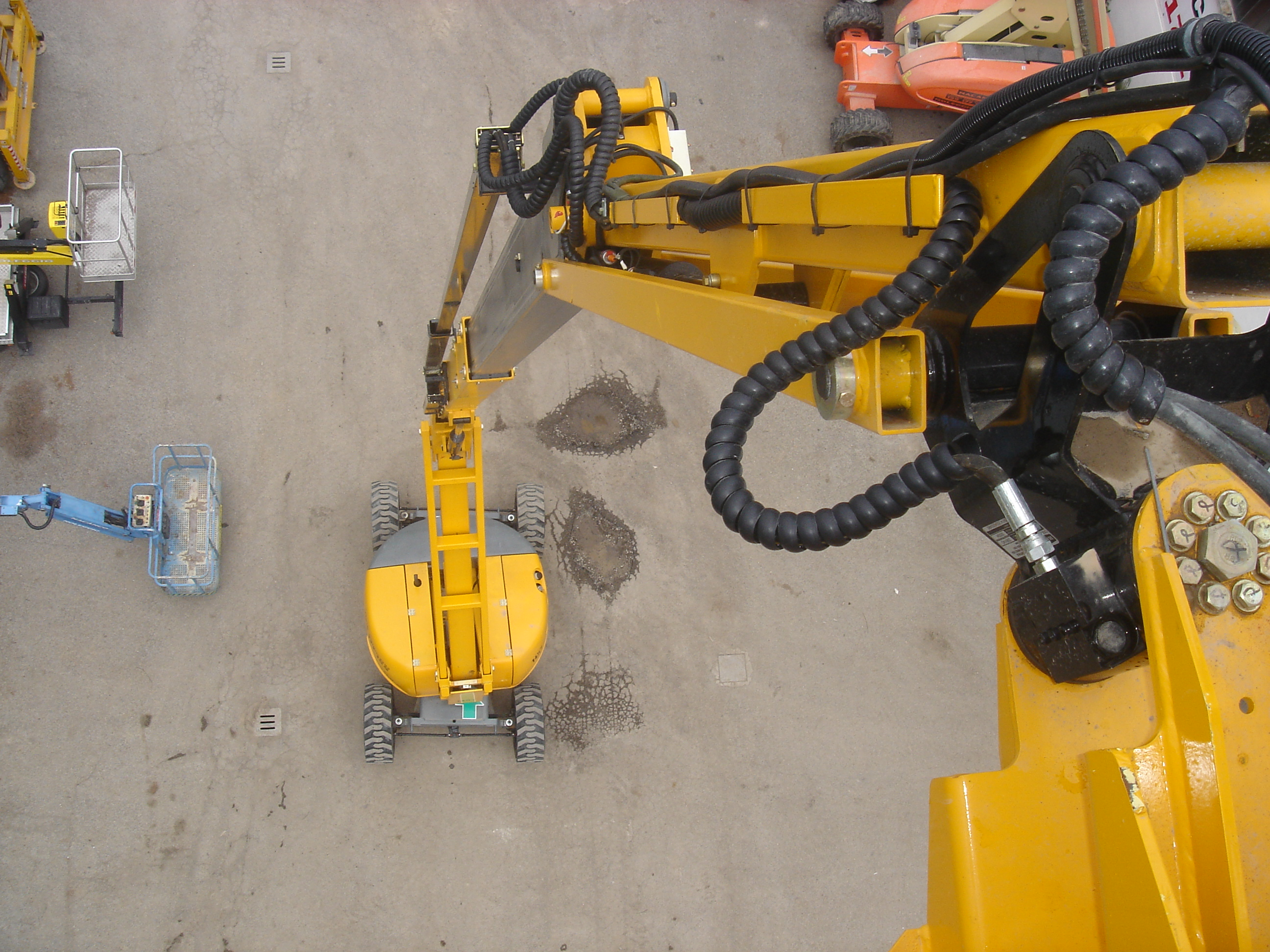
foto da 19 metri di altezza

## Storia della piattaforma aerea

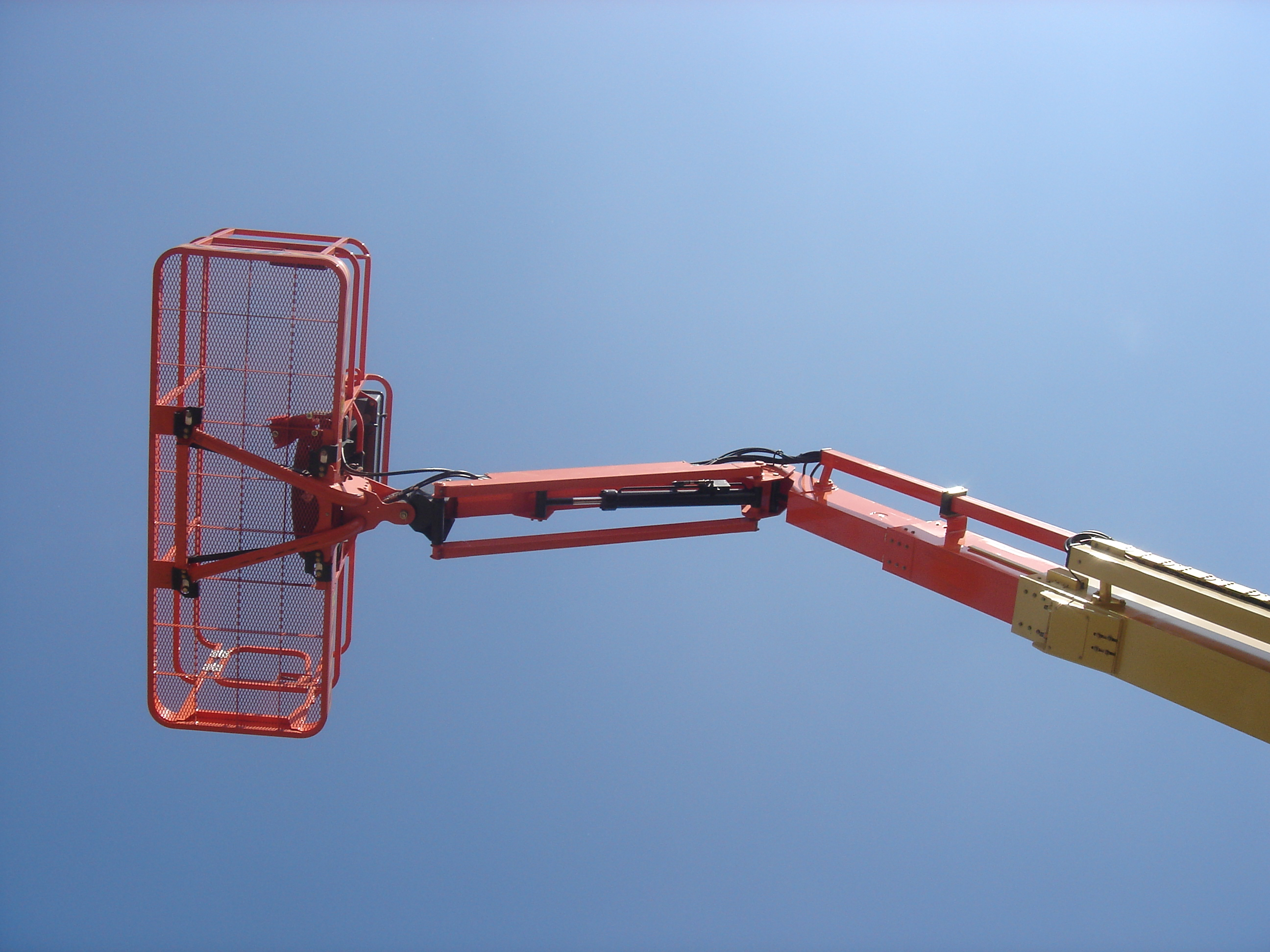
Braccio telescopico e cestello

La prima piattaforma aerea fu inventata negli Stati Uniti d'America da John L. Grove nel 1969. La sua idea nacque immaginando di far eseguire lavorazioni in altezza con del materiale, risparmiando tempo, denaro senza il bisogno dei ponteggi: ad un carro motorizzato aggiunse un braccio sollevatore e all'estremo del braccio montò un cestello porta persone, un'idea semplice che cambiò la concezione di lavorare. Oggi questa macchina è custodita nel museo della più grande e rinomata azienda mondiale, produttrice di piattaforme aeree: la JLG (che ha come fondatore John  L. Grove).
Nel 1973 venne introdotta per la prima volta, sempre dalla JLG, la piattaforma di lavoro "verticale" o "scissor lift", ossia una piattaforma con un pantografo apribile idraulicamente posto sotto il cestello.

## Tipologie di piattaforme aeree

### Piattaforme elevatori verticali di persone ("Vertical mast")
Sono le più piccole piattaforme, sono esclusivamente elettriche, dotate di un carro semovente e un cestello per una sola persona che si innalza senza l'ausilio di un pantografo. Macchina usata in interni con spazi ristretti; essendo molto leggera può lavorare anche in superfici con un limite di sovraccarico, inaccessibili per qualunque altra piattaforma a pantografo.

### Piattaforme verticali elettriche ("Electric Scissor")

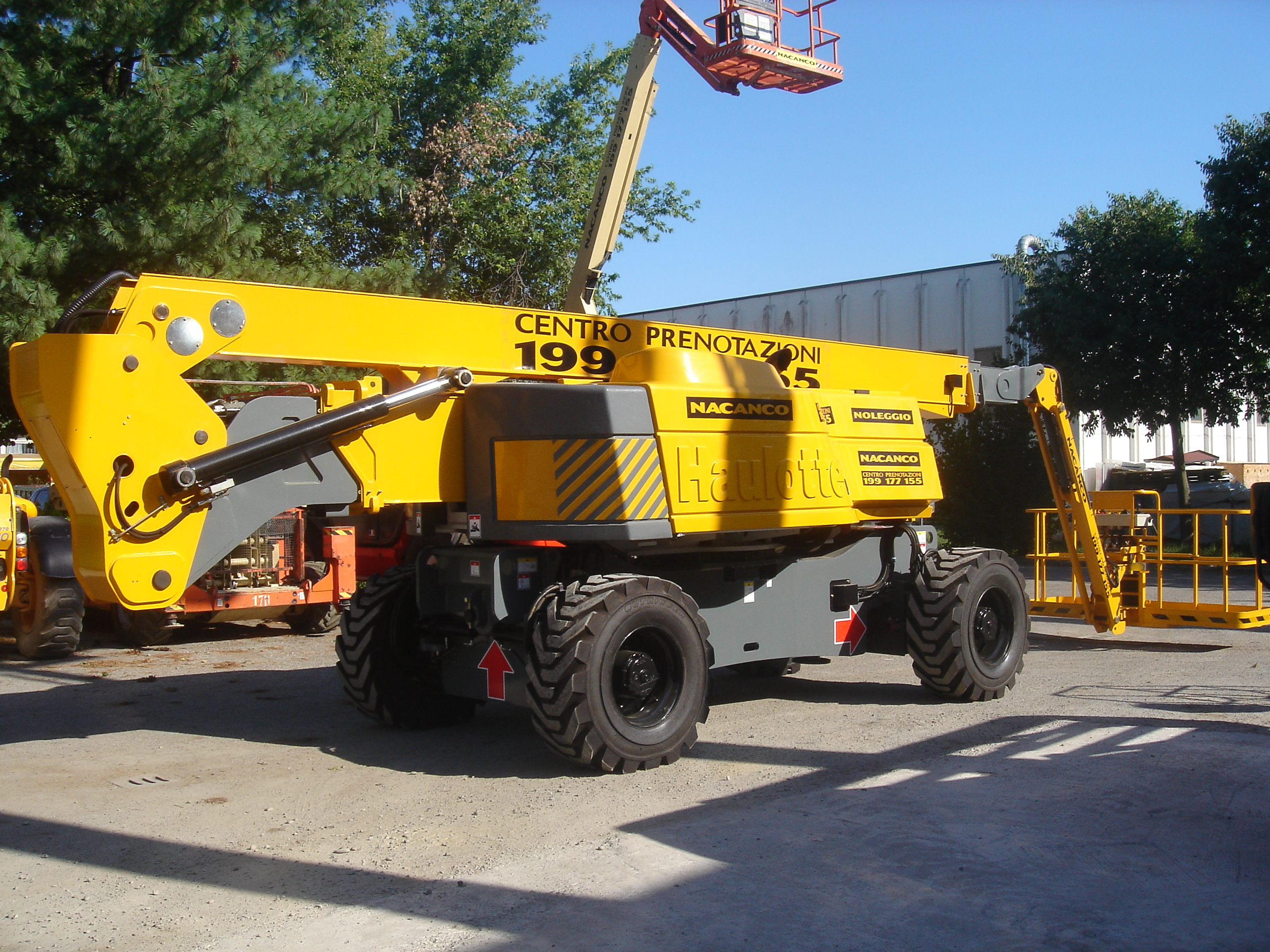
Piattaforma aerea HA 32 PX

La piattaforma verticale elettrica è composta da un carro, la parte di elevazione verticale a pantografo idraulico e la cesta porta individuo con i comandi della macchina.
L'alimentazione principale della piattaforma è costituita dalle batterie di trazione in serie (4-8-12 a seconda dei modelli) che alimentano il motore elettrico e che insieme alla pompa forma il gruppo motor-pompa che crea ogni movimento della macchina; il "cervello" che gestisce e controlla l'insieme è costituito dalla centralina. 

### Piattaforme verticali Diesel ("Combustion powered scissor")
La piattaforma verticale Diesel ha il funzionamento identico a quello delle piattaforme verticali elettriche, cambia solo l'alimentazione che è a motore Diesel.
Il motore Diesel innesca una pompa principale che permette ogni movimento idraulico della macchina. Questi modelli diesel raggiungono altezze molto più elevate di quelle elettriche variando da un minimo di 10 metri fino a 20 metri di altezza.
La piattaforma diesel è concepita per lavorare in esterni anche su terreni duri e accidentati. La maggior parte di questi modelli sono provvisti di martinetti (stabilizzatori per il terreno) come optional dalla casa costruttrice: lo stabilizzatore è un pistone idraulico che si apre verso il terreno avendo a capo dello stelo una piastra di appoggio piana che stabilizza la pressione del pistone sul terreno, potendo così avere un innalzamento della macchina; in tutto sono 4 gli stabilizzatori sulle verticali diesel, posti nei quattro angoli della macchina.  

### Piattaforme articolate/telescopiche Diesel ("Engine powered boom lift")
Sono le più grandi piattaforme aeree di lavoro capaci di raggiungere altezze di lavoro straordinarie grazie ai loro bracci articolati e telescopici. Esistono svariati modelli dal più piccolo che raggiunge un'altezza di 15 metri fino alle più imponenti che superano i 40 metri di altezza. Alcuni modelli tra i più sofisticati sono capaci di possedere 5 centraline di controllo, ulteriori sicurezze speciali e assali estendibili che aumentano la capacità e la stabilità della macchina.

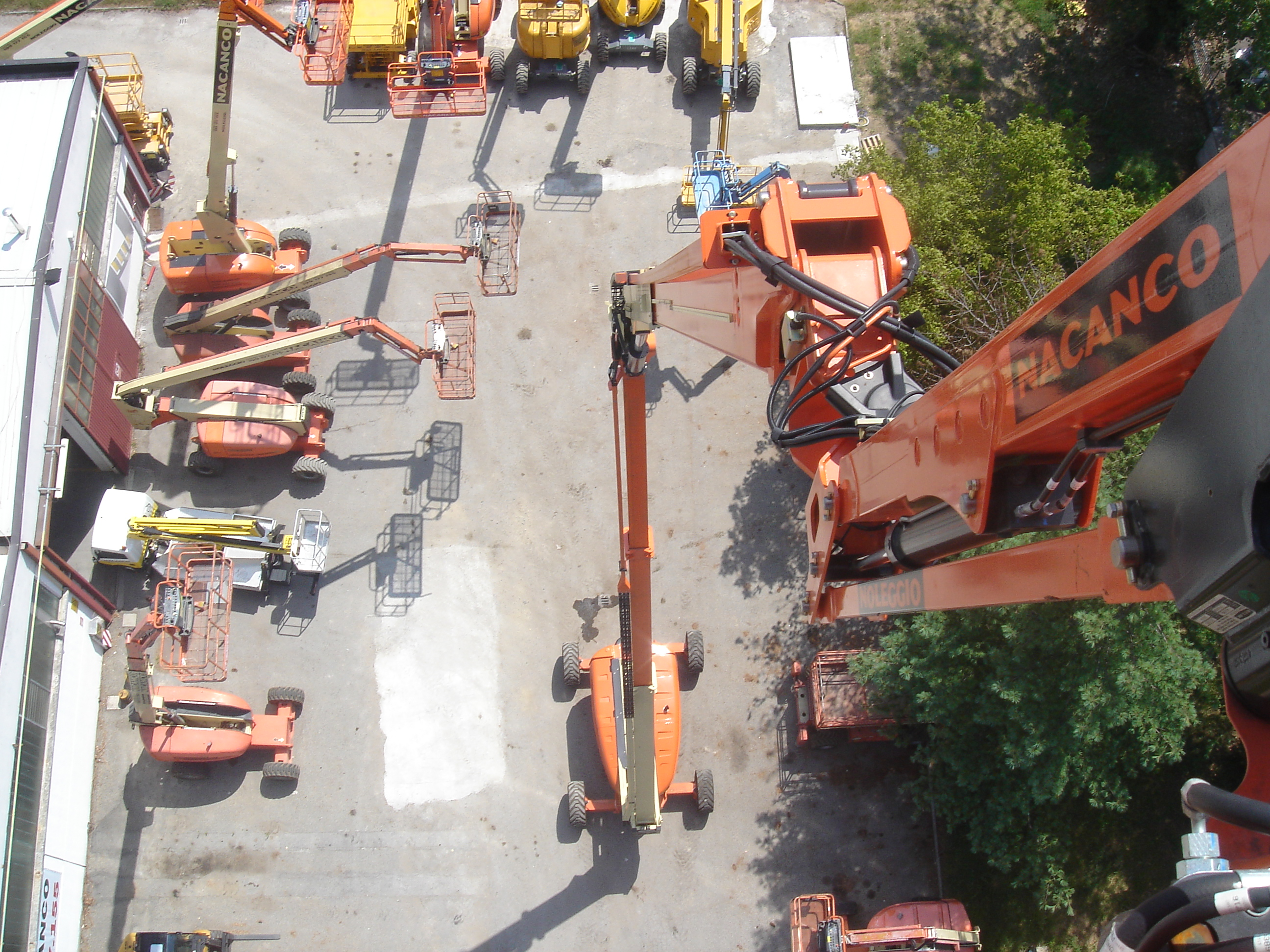
Foto da 40 metri di altezza

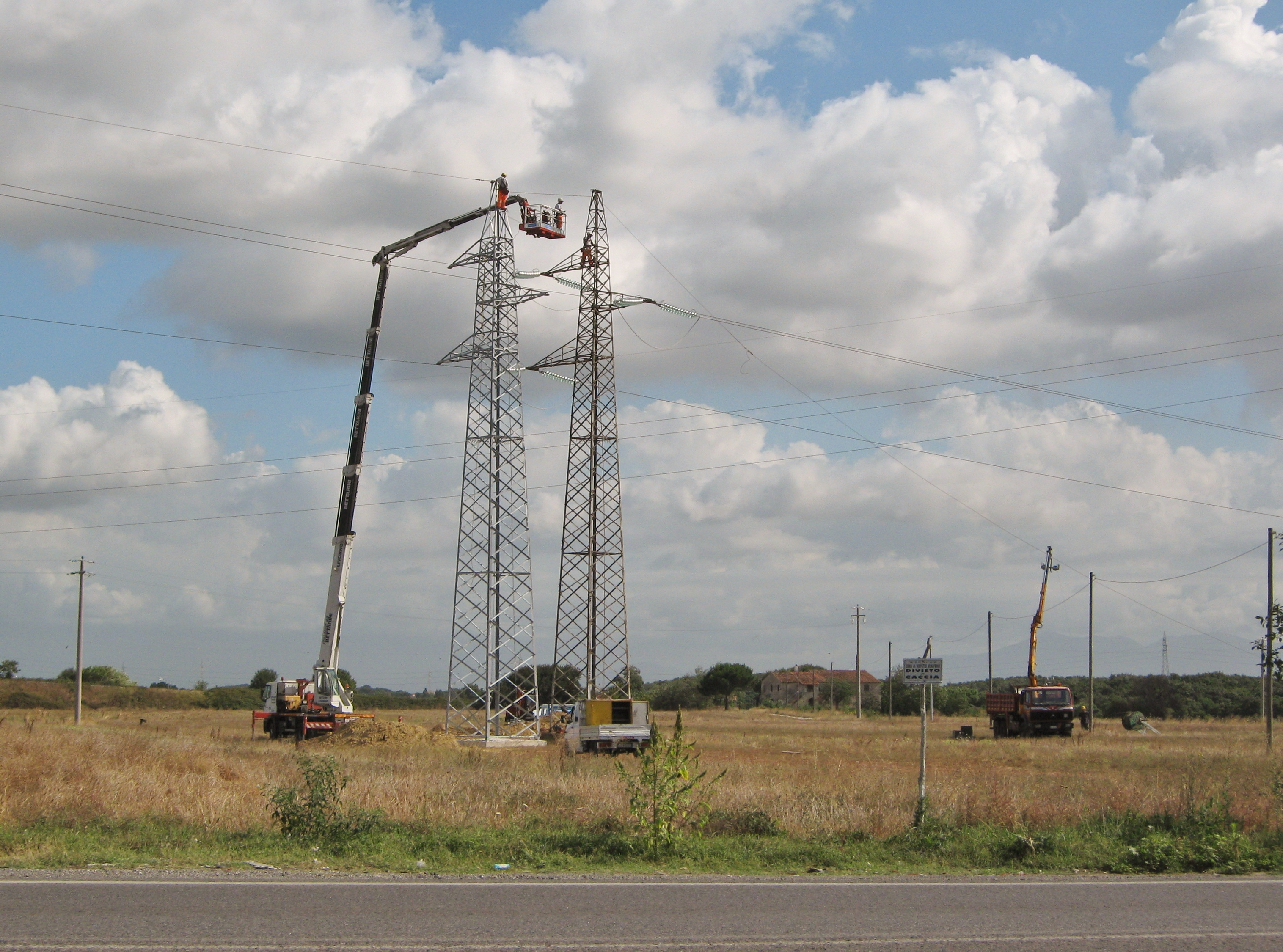
Piattaforma aerea telescopica

### Piattaforme a ragno ("Spider lift")
Le Piattaforme Ragno si compongono di un telaio di base a cui sono vincolati quattro stabilizzatori articolati, azionati idraulicamente, e una torretta girevole su ralla.
Questa sostiene, nella parte superiore, un gruppo bracci telescopici o articolati con all’estremità il cesto; tutti i movimenti sono azionati da martinetti e motori oleodinamici.
L’attrezzatura è sopportata da cingoli o ruote in gomma integrati nel telaio di base.
Può disporre di diverse sorgenti di energia: generalmente motore Diesel e motore elettrico o batterie per la movimentazione dei bracci e la traslazione.
Queste Piattaforme sono concepite per risolvere accessi difficili.

### Carrelli telescopici ("Telehandlers")
I carrelli telescopici o chiamati erroneamente "muletti diesel" sono mezzi edili impiegati spesso per la movimentazione e sollevamento di carichi mediante forche regolabili; a differenza di un comune muletto le cui forche si muovono unicamente in senso verticale, il carrello è costituito da un braccio telescopico che si muove in modo angolare, manovrabile dalla cabina, estendibile idraulicamente fino a lunghezze che variano a seconda dei modelli.
L'uso degli stabilizzatori aumenta la stabilità e la portata massima di carico della macchina durante le operazioni di sollevamento; per avere un controllo sul carico un computer di bordo riconosce automaticamente se si opera su gomme o su stabilizzatori.

### Auto-carrate
Furgoni diesel targati che possono circolare per le vie urbane e che montano nel retro-treno uno o più bracci idraulici ed estendibili come una qualsiasi piattaforma; risulta più comodo per un operatore scegliere questo tipo di mezzo in quanto può spostarsi senza l'ausilio di un camion per il trasporto; le auto-carrate sono progettate per lavorare esclusivamente su stabilizzatori piazzati ed alcuni modelli di enormi dimensioni possono raggiungere altezze di lavoro superiori ai 50 metri.

## Principio di funzionamento di una piattaforma
Tutti i movimenti della macchina vengono assicurati dall'energia idraulica fornita da una pompa a ingranaggi azionata da un motore elettrico o Diesel a seconda dei modelli sopraelencati. I pistoni idraulici (martinetti) che permettono il sollevamento della macchina e il resto dei movimenti vengono comandati da un distributore, controllato a sua volta da una centralina che provvede alla progressività del movimento (la centralina negli ultimi 10 anni ha sostituito l'utilizzo dei vecchi azionamenti a relè).
Il segnale elettrico prodotto dall'azione di un pulsante manovrato viene letto dalla centralina che a sua volta in uscita manda un segnale direttamente a un'elettrovalvola che propone il movimento desiderato. 
È importante sottolineare che tutte le piattaforme aeree sono normalmente frenate e lo sblocco dei freni avviene una volta che noi azioniamo il comando di spostamento (freno negativo). 
Ogni macchina, dalla più semplice alla più complessa, possiede 2 postazioni di controllo; mediante un selettore a chiave installato nel quadro comandi a terra è possibile selezionare quale postazione attivare per utilizzare la macchina:

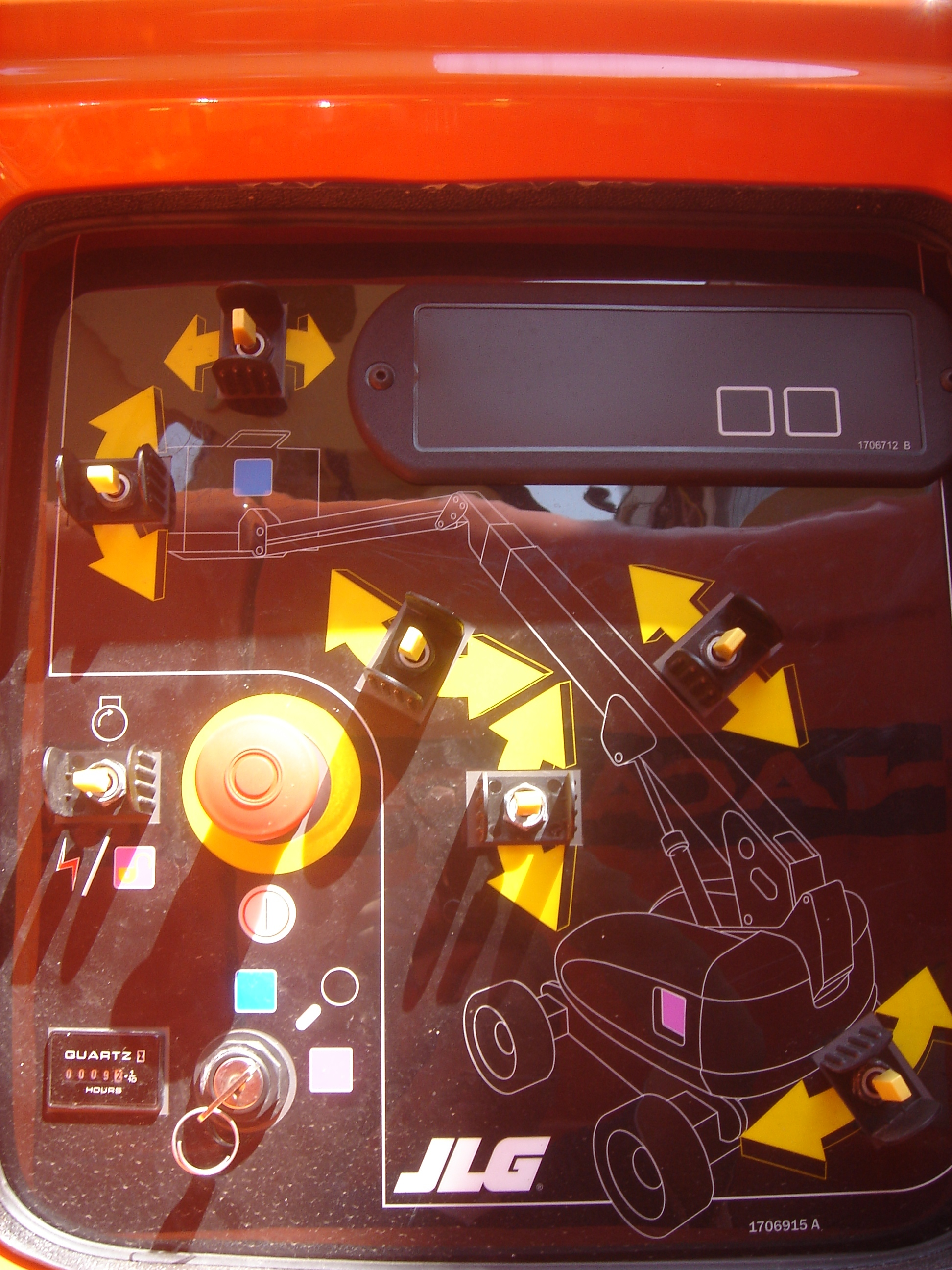
Comandi a terra

- comandi a terra: sono possibili tutti i movimenti tranne la traslazione; composto da un certo numero di interruttori per ogni movimento possibile per la macchina; un display (MDI) che segnala le ore lavorative della macchina (si può paragonare a un conta-chilometri di un'automobile) e inoltre segnala possibili allarmi;

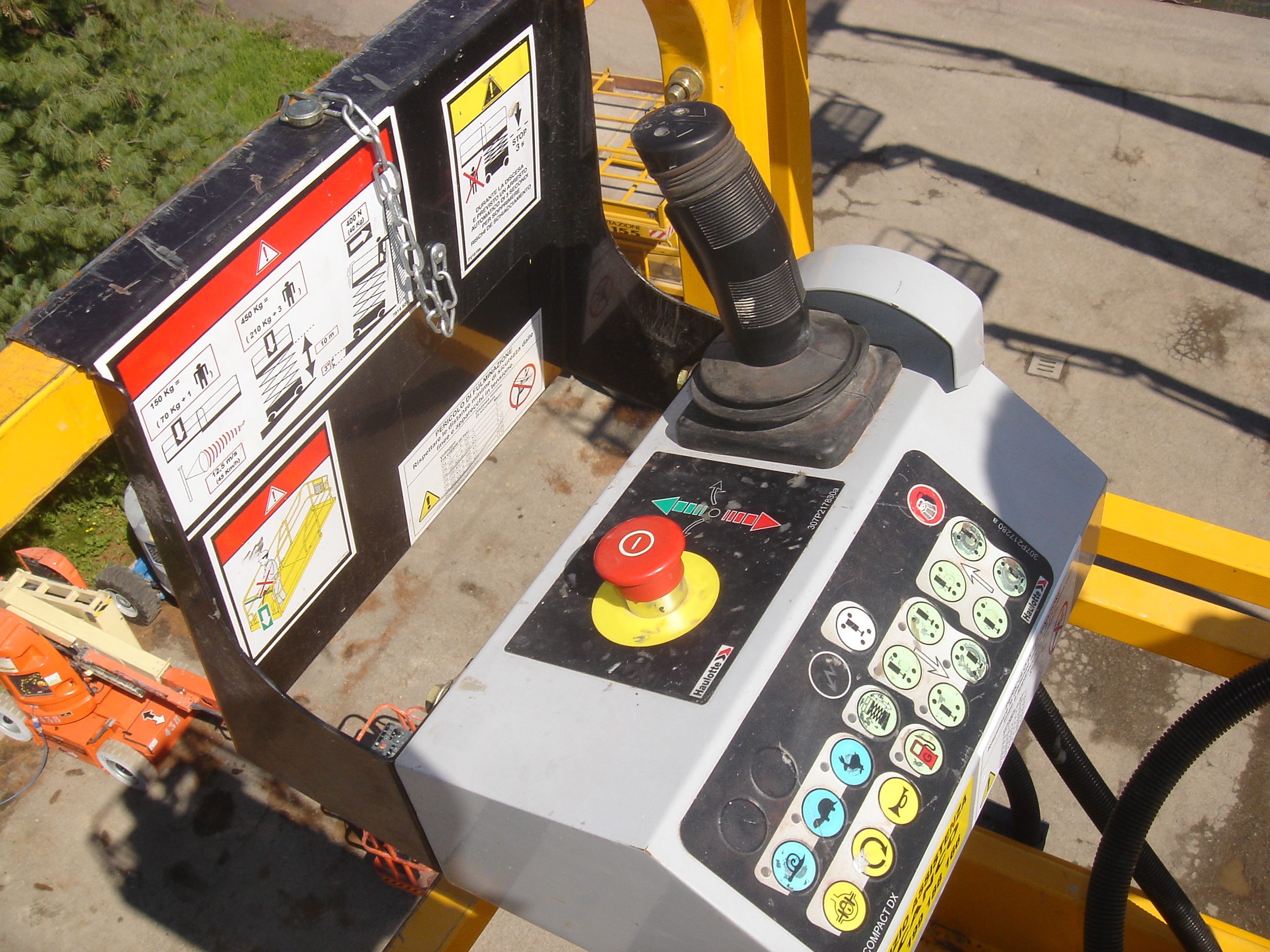
Comandi in cesta

- comandi in navicella (in cesta): sono possibili tutti i movimenti; composto da un certo numero di interruttori per ogni movimento; un manipolatore (joypad) adibito alla traslazione, una sorta di potenziometro elettrico che a seconda dell'intensità del segnale che mandiamo aumenta o diminuisce la velocità di spostamento e la sterzata della macchina; pulsante per clacson; contatto normalmente aperto a pedale situato sul pianale della cesta, importante sicurezza della macchina, definita come uomo presente (uomo morto) che permette qualsiasi movimento solo se si preme costantemente quel contatto.

Una piattaforma aerea è composta principalmente da 4 parti o componenti essenziali:

### Batterie di trazione (solo per piattaforme elettriche)
Le batterie di trazione sono pacchi di batterie ricaricabili in serie installate in gran scala dai più piccoli fino ai grandi carrelli elevatori e tutti i mezzi elettrici edili, comprese le piattaforme aeree elettriche.
Le batterie forniscono una grande resa e durata nel tempo di lavoro ma sicuramente migliore è il carica batterie, tanto più le batterie saranno efficienti e durature. Una volta alla settimana è consigliata la procedura di manutenzione delle batterie controllando la quantità di acqua demineralizzata all'interno degli elementi e la densità del liquido acido che esercita la reazione chimica. Durante la fase di ricarica, si ottiene una produzione di idrogeno e ossigeno ai due poli delle singole celle, e se la produzione dei due gas è più alta della loro velocità di fuga, la batteria può esplodere; per questo ogni tappo della batteria possiede più di un foro di sfogo.

### Gruppo motor-pompa (elettrico/Diesel)

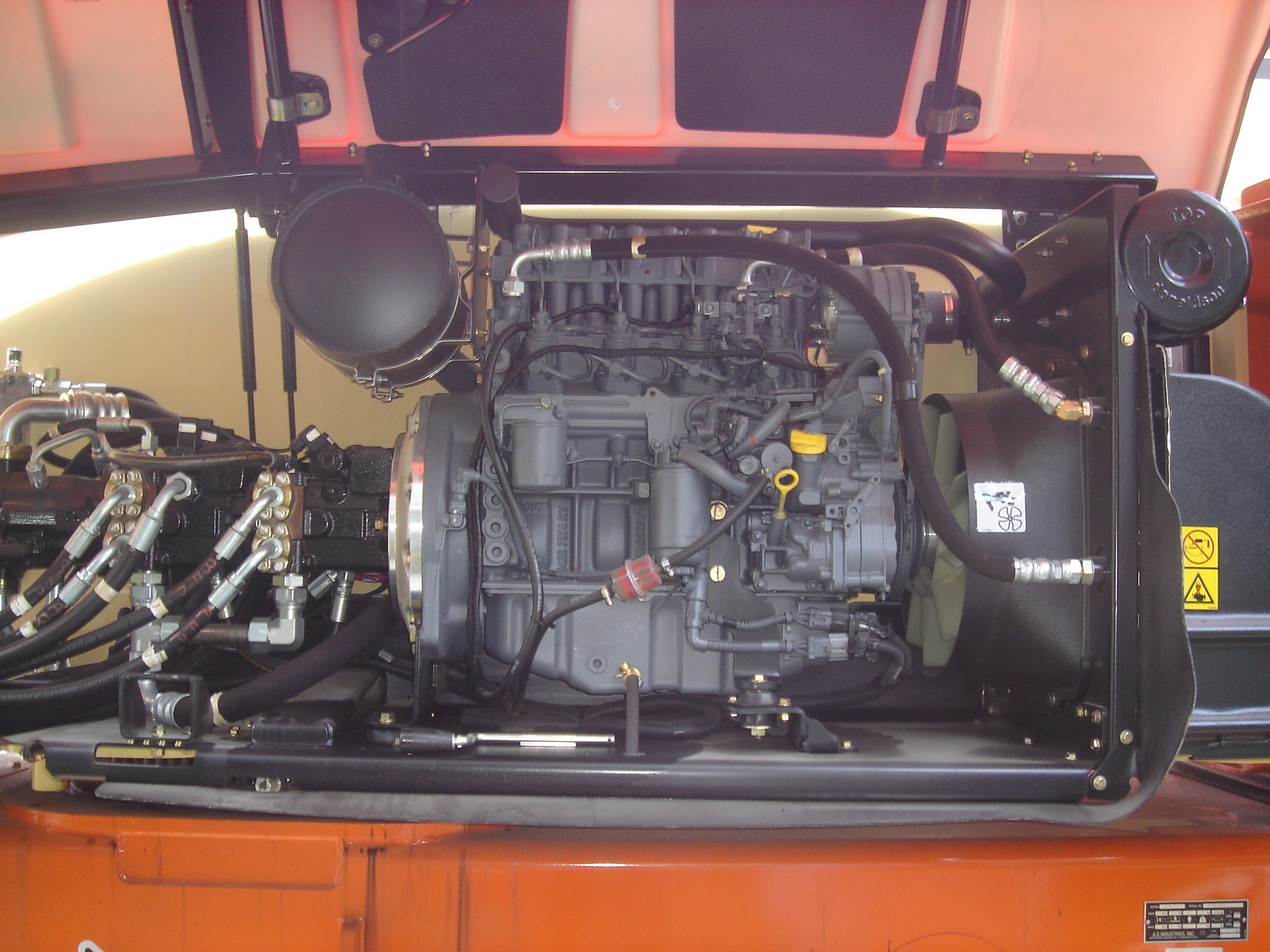
Motore diesel

## Sicurezze presenti sulle piattaforme
Trattandosi di macchine edili che operano in condizioni difficili quali possono essere i grandi cantieri e portando uomini a lavorare ad altezze sorprendenti, queste macchine sono dotate di impianti di sicurezza

### Controllo dell'inclinazione
L'inclinometro è uno strumento di sicurezza, applicato a una macchina, che consente il controllo dell'inclinazione.
Può essere elettronico o un semplice dispositivo a bolla d'aria con caratteristica on-off per interdire tutti i movimenti qualora la macchina si trovi su di un piano inclinato oltre i limiti ammessi. In posizione di lavoro oltre una certa altezza che varia da modello a modello, il modulo di controllo dell'inclinometro emette un segnale sonoro d'allarme se si supera la massima inclinazione ammissibile.
I comandi di sollevamento e traslazione vengono disattivati e per il ripristino del corretto funzionamento della macchina bisogna ridiscendere.
L'inclinometro capta sia la pendenza del piano longitudinale e sia quella trasversale.
Alcune case produttrici danno la possibilità di personalizzare l'effetto di questa sicurezza direttamente dalla centralina, potendo scegliere oltre al blocco di ogni movimento, al solo rallentarli tutti o addirittura di non bloccare niente avendo come unica segnalazione d'allarme la spia luminosa sui comandi in cesta e il segnale acustico.
Questa è una sicurezza concepita a fronte dei luoghi di lavoro in cui andranno ad operare le macchine come cantieri sabbiosi, terreni in pendenza con buche e con qualsiasi inconveniente sul terreno che pregiudichi l'incolumità del personale.

### Discesa d'emergenza
La discesa d'emergenza è un'operazione che permette di scendere con la macchina nelle situazioni di guasto, dando la possibilità all'operatore di portarsi a terra in sicurezza. Qualsiasi sia l'origine e la tipologia di guasto della macchina la discesa d'emergenza dovrebbe bypassare qualsiasi guasto:
Discesa d'emergenza modello 1
Modello di discesa d'emergenza utilizzato su verticali elettriche/diesel (soprattutto di marca Haulotte) che è composto da un filo metallico collegato alla valvola del pistone principale. Il principio di funzionamento è molto semplice, analogo a quello dei freni di una bicicletta; azionando da terra questo filo metallico, la tensione provocata giunge alla valvola che si aprirà forzatamente e provocherà una perdita di pressione del pistone che consentirà di abbassare la macchina del tutto.
Discesa d'emergenza modello 2
Modello di discesa d'emergenza usato su piattaforme diesel, composto da un'elettropompa idraulica ad azione manuale; In caso di guasto sia dai comandi in cesta sia da quelli a terra, è possibile azionare la pompa mediante pulsante; prendendo completamente l'energia della batteria d'avviamento la elettropompa consente il movimento della macchina.
Discesa d'emergenza modello 3
Alcune case costruttrici preferiscono installare questo modello di emergenza composto da una levetta metallica ad azione manuale da inserire su una pompa ausiliaria collocata a terra accanto all'intero blocco di valvole.

### Riduzione/taglio della traslazione
La riduzione della traslazione è una sicurezza che consiste nel diminuire drasticamente la velocità di spostamento della macchina che abbia raggiunto una certa quota di altezza: il rischio di ribaltamento e incidenti è maggiore quanto più una macchina è spiegata in altezza e una velocità di spostamento troppo elevata comprometterebbe l'incolumità dell'operatore.
Questa sicurezza è presente su tutti i modelli di piattaforma e interviene ogni qual volta che ci si alza con i bracci o pantografo per salire in quota; a far scattare tale sicurezza è un fine corsa elettrico (micro) che si comporta come un contatto normalmente chiuso che si attiva con l'innalzamento della piattaforma.
Il taglio della traslazione è un'ulteriore sicurezza che annulla definitivamente lo spostamento della macchina dopo una certa altezza e ciò avviene sempre mediante fine corsa elettrico. 

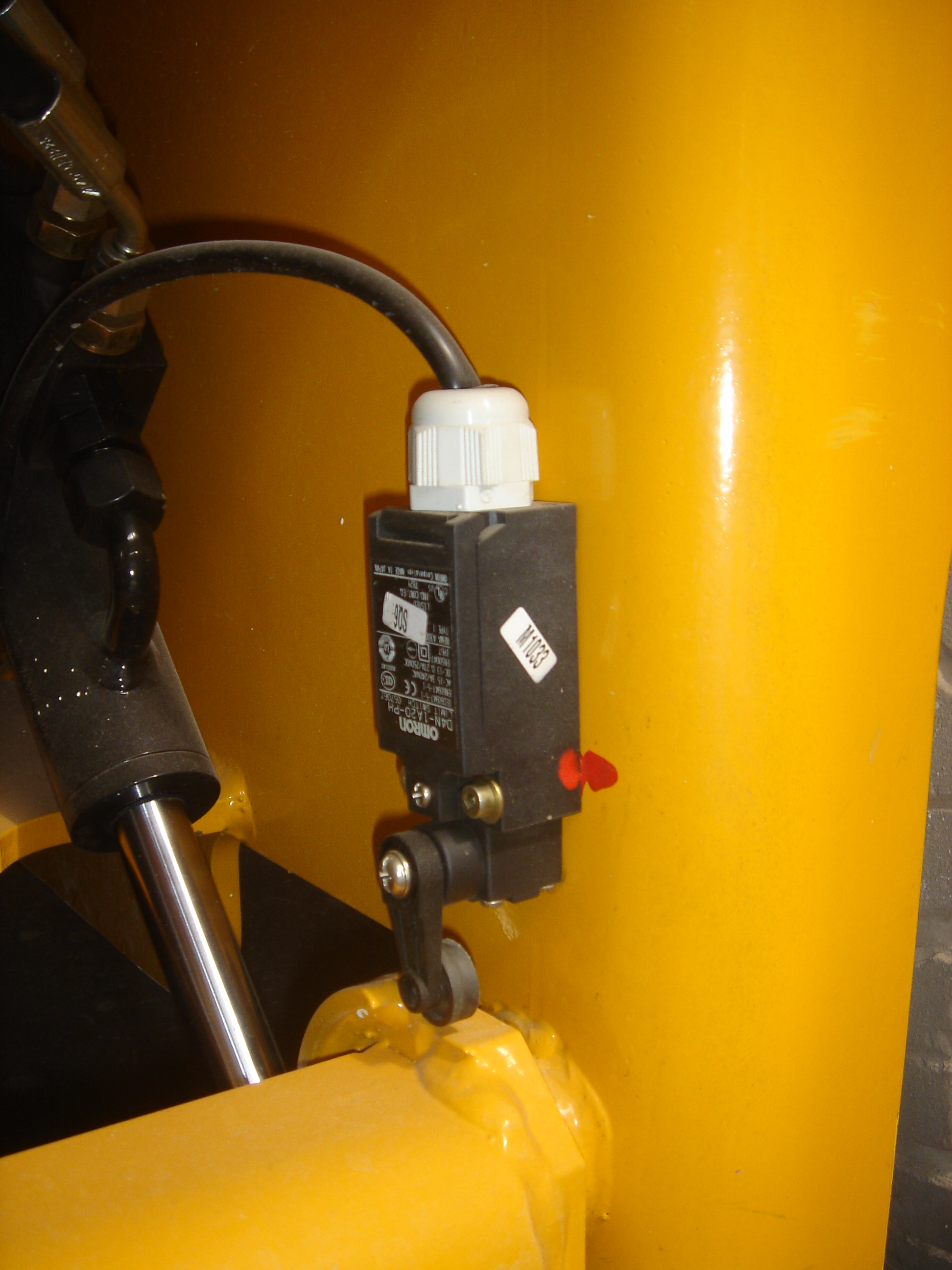
Fine corsa elettrico

### Allarmi sonori
Gli allarmi sonori sono avvertimenti acustici che attirano l'attenzione dell'operatore della piattaforma; ogni macchina può essere dotata di cicalino a suono ripetitivo che si eccita nel momento in cui ci muoviamo; tutte le macchine sono dotate di clacson ad azione manuale e un allarme sonoro di altro genere che segnala quando la macchina si trova a un'inclinazione pericolosa per lavorare.

### Antischiacciamento
L'antischiacciamento è installato nelle piattaforme verticali a pantografo, per evitare che in fase di chiusura della macchina avvengano schiacciamenti tra i bracci incrociati: grazie all'installazione di un ulteriore finecorsa elettrico tutte le macchine verticali, 2 metri prima della chiusura completa, si bloccano in aria per 3 secondi evitando così di danneggiare cose o persone e consentendo all'operatore di verificare che nessuno sia nei pressi dei bracci della macchina.

### Antiribaltamento
L'antiribaltamento è installato solo nelle piattaforme verticali elettriche e consiste in due minigonne azionate idraulicamente poste ai due lati della macchina che vanno ad appoggiarsi a terra per aumentare la stabilità della macchina; entrambe sono provviste di finecorsa elettrico per assicurare l'apertura totale di entrambe le minigonne; nel caso in cui una delle due non si aprisse interviene una sicurezza che blocca l'innalzamento della macchina a una certa altezza.

### Sovraccarico in cesta
Il sovraccarico è una delle sicurezze più importanti installate sulle piattaforme aeree, in quanto quantifica il peso reale che risiede in cesta durante le operazioni di lavoro; la macchina è tarata dalla casa costruttrice in modo tale da inibire qualsiasi movimento in caso ci sia un eccesso di peso che vada oltre la portata massima stabilita.
Obbligatori per legge in Italia dal 2001, i sistemi di rivelamento carico più usati e installati sono:
- Finecorsa(micro-interruttori) meccanici
- Pressostati
- Celle di carico

### Regole di sicurezza per gli operai addetti
La norma sulla sicurezza sul lavoro (il D. Lgs 81/2008 Allegato VI punto 4 "Disposizioni concernenti l'uso della attrezzature di lavoro che servono a sollevare persone") obbliga gli operai addetti a usare la cintura di sicurezza. L'imbracatura di sicurezza con cordino agganciato al cestello trattiene l'operaio nel caso di sbalzi imprevisti nella movimentazione della Piattaforma, a causa di dislivelli del pavimento, di urti accidentali, di cedimenti strutturali del braccio telescopico. 
Non è consentito effettuare lo sbarco dal cestello per accedere a luoghi in altezza (es. nelle coperture di edifici), a meno di indicazioni specifiche fornite nel libretto della piattaforma.